# Facultad de Química (Universidad de la República)
La Facultad de Química es una institución educativa pública, la cual forma parte de la Universidad de la República de Uruguay.  Su edificio principal se sitúa en Montevideo, sobre la Avenida Gral Flores 2124.
Cuenta con 3156 estudiantes matriculados, según el VII Censo de Estudiantes Universitarios de Grado, 2012.

## Historia
La creación de la Facultad de Química se remonta hacia 1908 con la creación del Instituto de Química de la Facultad de Medicina. Posteriormente en 1912 es creado el Instituto de Química Industrial dependiente del Ministerio de Industrias. En 1929 tanto el Instituto de Química del Ministerio de Industrias como el de la Facultad de Medicina son fusionados y pasan a convertirse en la Facultad de Química y Farmacia de la Universidad de la República. En 1959 se le otorgaría la denominación actual  de Facultad de Química.

## Estudiantes
| 1960 | 1968 | 1974 | 1988 | 1999 | 2007      | 2012 |
| ---- | ---- | ---- | ---- | ---- | --------- | ---- |
| 539  | 618  | 795  | 1875 | 1893 | 4326/3101 | 3156 |

## Títulos de grado y posgrado
La Facultad de Química ofrece 7 programas de estudio de entre 4 y 5 años a nivel de grado:
- Químico (en sus 3 orientaciones: Agrícola y Medio Ambiente, Calidad y Materiales o Sin orientación)
- Químico Farmacéutico
- Licenciado en Química
- Bioquímico Clínico
- Ingeniero Químico
- Ingeniero de Alimentos
- Licenciado en Enología

También ofrece títulos de postgrado como maestría en Química y doctorado en Química. Además, se pueden realizar en dicha casa de estudios carreras de especialización como lo son el Diploma de Especialista en Farmacia Industrial, Diploma de Especialista en Farmacia Hospitalaria y Diploma de Especialista en Radiofarmacia.  
A nivel de estudios terciarios, en conjunto con la Universidad del Trabajo del Uruguay  se imparte la carrera terciaria de Tecnólogo Químico. 
Químico, Ingeniero Químico, Ingeniero de Alimentos, Licenciatura en Enología son carreras compartidas con otras facultades de la UdelaR (como FCEA, FING, entre otras).

## Departamentos
- Biociencias
- Bioquímica Clínica
- Química Orgánica
- Ciencia y Tecnología de los Alimentos
- Ciencias Farmacéuticas
- Estrella Campos
- Experimentación y Teoría de la Estructura de la Materia y sus Aplicaciones
- Tecnología Química

## Decanos
| Decano                     | Período       |
| -------------------------- | ------------- |
| Dr. José Scosería          | 1929          |
| Q.F. Víctor Coppetti       | 1929-1935     |
| Dr. Pedro Peluffo          | 1935-1938     |
| Dr. Domingo Giribaldo      | 1938-1941     |
| Dr. Ernesto Julia          | 1941-1944     |
| Q.I. Silvio Moltedo        | 1944-1948     |
| Dr. Q.F. Juan A. Capra     | 1948-1956     |
| Q.I. F. Ituzaingó Alvariza | 1956-1960     |
| Dr. Q.F. Rodolfo Usera     | 1960-1964     |
| I.Q. Ernesto Onetto        | 1964-1968     |
| Q.F. José Pedro Sáenz      | 1968-1972     |
| I.Q. Carlos Piriz Mc Coll  | 1972-1973     |
| Intervención (1973 - 1985) |               |
| I.Q. Carlos Piriz Mc Coll  | 1986-1986     |
| Dr. Simón Ditrich          | 1987-1990     |
| Dr. Patrick Moyna          | 1990-1998     |
| Dr. Alberto Nieto          | 1998-2006     |
| Dr. Eduardo Manta          | 2006-2014     |
| Dra. María H. Torre        | 2014-2018     |
| Dr. Álvaro W. Mombrú       | 2018-presente |